# Якоб Едельштейн
Якоб Едельштейн (Яків, Іяків, Якуб Едельштейн або Едштейн; нар. 25 липня 1903, Городенка, Королівство Галичини і Володимирії, Австро-Угорщина, ― 20 червня 1944, Аушвіц-Біркенау) — чехословацький сіоніст, соціал-демократ і перший єврейський старійшина в гетто Терезіенштадт.

## Життєпис
Якоб Едельштейн народився в набожній сім'ї ашкеназі в Городенці, Австро-Угорській імперії (тепер Івано-Франківська область, Україна). Його батьки були Мотл та Маттіл Едельштейни, мав сестру Дору.
Під час Першої світової війни, в 1915 році, сім'я втекла до Брно, рятуючись від червоноармійських військ, які організовували погроми проти єврейського населення в Галичині. Під час тимчасової окупації Галичини російськими військами на головній вулиці Городенки були повішані дев'ять євреїв. Після відступу червоноармійців, його сім'я повернулася до Городенки, але Яків залишився в Брно, щоб закінчити своє навчання в бізнес-школі. Після отримання диплома, він переїхав з Брно до Тепліце, що в північній Богемії, де працював подорожуючим продавцем.
Едельштейн був активним членом руху «Poale Zion» та активістом соціал-демократичної партії. У 1927 році він вийшов з партії і протягом двох років був у «Přátelé přírody» (соціально-демократичний рух захисту природи).
У 1926 році долучився до єврейської молодіжної організації «HeHalutz», яка під час Другої світової війни була рухом опору проти нацистської влади. Пізніше працював у головному офісі організації. У 1929 році приєднався до профспілкової організації «Histadrut».
Яків Едельштейн одружився в 1931 році та переїхав зі своєю дружиною з Тепліце до Праги, де почав працювати в палестинському відділу «Palästina-Amt». Починаючи з 1933 року був головою відділу, працюючи на посаді до закриття відділу перед початком Другої світової війни.
В 1937 році кілька місяців був задіяний в благодійній організації «Керен га-Єсод», яка збирала кошти для Ізраїля.
Перед Другою світовою війною, Едельштейн разом з сім'єю мав можливість емігрувати до Палестини, проте Едельштейн вирішив залишитися з чехословацькою єврейською громадою.

### Друга світова війна
15 березня 1939 року Німеччина анексувала Чехословаччину.
Едельштейн очолив єврейську громаду, ставши представником  між єврейською громадою і СС по справах єврейської еміграції до Ізраїлю. Між 1939 і 1941 роками Едельштейн здійснював робочі поїздки, з дозволу гестапо, за кордоном ― до Братислави, Відня, Берліна, Трієста, Генуї.
Едельштейн і його заступник Отто Цукер у 1938 відвідали Англію і Британський мандат у Палестині, щоб допомогти полегшити евакуацію єврейських біженців. Його дружині було наказано окупаційним керівництвом залишатись в Чехословаччині, тому Едельштейн був змушений повернувся назад. Ще під час війни, 1940 року, Едельштейн вирушив до Трієста, щоб евакуювати чехословацьких євреїв. У березні 1941 року він і його соратник Річард Фрідман отримали команду від СС доручити головам єврейської ради в Амстердамі, Аврааму Ашеру і Девіду Коену, створити адміністративний апарат між радою і «Центральним офісом єврейської еміграції в Амстердамі» (єдиним у Західній Європі), подібно до центрального офісу в Празі.
18 жовтня 1939 року Едельштейн, Фрідман і ще тисяча єврейських чоловіків, через так званий план «Ніско-унд-Люблін», були депортовані з Острави до Нісько в Люблінську резервацію, де розташовувався концентраційний табір Генерального Уряду. Після відміни плану Ніско з прагматичних причин,  Едельштейн повернувся до Праги в листопаді 1939 року.
4 грудня 1941 Едельштейн з сім'єю був примусово доставлений до Терезієнштадтського гетто. 15 грудня 1943 року був преміщений в концентраційний табір Аушвіц, де й помер у 1944 році.